# Clermontia leptoclada
Clermontia leptoclada är en klockväxtart som beskrevs av Joseph Rock. Clermontia leptoclada ingår i släktet Clermontia, och familjen klockväxter. Inga underarter finns listade i Catalogue of Life.